# 勒保
勒保（穆麟德轉寫：leboo，1740年—1819年），字宜轩，费莫氏，滿洲鑲紅旗人，清朝工部尚書、武英殿大学士，军机大臣。

## 生平
出身监生。乾隆年间，以笔帖式任军机章京，外任陕甘总督。乾隆五十九年（1794年），杀白莲教首领刘松。六十年，随福康安镇压苗民之乱。嘉庆年间，勒保以四川总督任经略大臣节制四川、湖北、陕西、甘肃、河南五省军务，编练乡勇，建筑碉楼，镇压川楚白莲教之乱，因“经略半载、莫展一筹”罢任。嘉庆五年（1800年），再任四川总督，在任十年。嘉庆十四年（1809年）十二月迁武英殿大學士。嘉慶十五年（1810年）正月实授。五月癸亥，接替托津擔任工部尚書，后改刑部尚書，由馬慧裕接任。嘉庆十六年（1811年），出为两江总督。嘉庆十八年（1813年）正月入值军机处，嘉庆十九年（1814年）八月以病乞休，食威勤伯全俸。二十四年（1819年）去世。诏赠一等侯，谥文襄。著有《平定教匪纪事》。

## 家庭
- 太高祖瑚爾漢。
- 高祖瑚世禮。
- 曾祖文華殿大學士文簡公温达 (清朝), 妻宣氏。
- 祖父勒爾欽。胞姊費莫氏，嫁覺羅法喇（先祖包朗阿，(追)興祖直皇帝福滿第五子）。
- 父一等威勤伯溫福，授世袭三等輕車都尉与武英殿大学士，官至理藩院尚書。
- 胞兄兩廣總督恪敏公永保 (清朝)。其子一寧志；妻完顏金樨（系镶白旗宗室盛昱之母博爾濟吉特氏那遜蘭保之外祖母），著有《綠芸軒詩鈔》。子二寧怡，頭等侍衛；妻富察氏（父鑲紅旗滿洲、貴州巡撫富尼善，祖父漕运總督襄勤公富顯著有《卧雲堂詩稿》）；孙儿道光二年(1822)壬午科進士文端公文慶，妻他他拉氏（父正蓝旗满洲、嘉庆六年（1801年）进士秀堃）。
- 正妻繼妻皆宗室氏 （北京檔案史料 2005年3册，292頁，大學士勒保及妻愛新覺羅氏誥封碑）。
- 女费莫氏，系嘉庆帝第四子瑞亲王綿忻之嫡福晋。
- 孙子文康，著有小说《兒女英雄傳》。
- 友：將軍觀成，曾随勒保父温福征金川，见《观成传包》。

## 延伸阅读
[在维基数据编辑]
 《清史稿·卷344》，出自趙爾巽《清史稿》